# Aida (musical)
Aida – musical stworzony w 1999 przez Eltona Johna i Tima Rice’a z liberettem Lindy Woolverton, Roberta Fallsa i Davida Henry’ego Hwanga, na podstawie opery Aida Giuseppe Verdiego z 1871 roku. Fabuła musicalu dotyczy zakazanej miłości nubijskiej księżniczki więzionej przez Egipcjan, Aidy oraz Radamesa, kapitana egipskiej armii zaręczonego z córką faraona, Amneris.
Musical zdobył szereg nagród teatralnych, w tym cztery nagrody Tony Awards oraz Nagrodę Grammy dla najlepszego albumu musicalowego (ang. Best Musical Show Album). 16 stycznia 1999 roku piosenka Written in the Stars (pl. Gwiazdy piszą los) w wykonaniu Elthona Johna i LeAnn Rimes zadebiutowała na liście przebojów Billboard Adult Contemporary i utrzymywała się na niej przez 26 tygodni osiągając maksymalnie drugie miejsce.
Polska prapremiera musicalu miała miejsce 26 października 2019 roku w Teatrze Muzycznym „Roma”.

## Historia spektaklu

### Przed premierą
Po sukcesie muzyki, do animacji Króla lwa oraz Króla lwa II: Czasu Simby, stworzonej we współpracy Tima Rice’a i Eltona Johna z produkcją Walta Disneya, zaproponowano obu twórcom kolejny wspólny projekt. Elton John nie był zainteresowany komponowaniem kolejnej oprawy muzycznej dla filmu animowanego, dlatego Disney przedłożył propozycję współpracy przy nowym musicalu na bazie historii klasycznej opery Aida z 1871 roku Giuseppe Verdiego. Disney przejął prawa do książki, która opisywała historię Aidy, przez co mogli wykorzystać koncept w nowym projekcie musicalowym. 1 kwietnia 1996 roku na deskach New Amsterdam Theatre w Nowym Jorku zaprezentowano przedpremierowo pierwsze fragmenty musicalu Aida dla osób zarządzających spółką Disneya. W czerwcu 1996 roku równolegle z przygotowywaniami do Aidy prowadzono pierwsze castingi dla dzieci do musicalu Król lew. Kolejny pokaz przedpremierowy miał miejsce 16 grudnia tego samego roku. Castingi były prowadzone w Nowym Jorku przez kolejne dwa lata, choć początkowo premiera była planowana na 1997 rok, podobnie jak w przypadku musicalu Król lew.
Budżet Disneya na musical Aida wynosił 15 milionów dolarów. Od początku produkcji szukano odpowiedniej nazwy spektaklu chcąc uniknąć nazwy Aida. Na początku 1998 roku wybrano nazwę Elaborate Lives. Disney planował powierzyć reżyserię Robertowi Jessowi Rothowi oraz choreografię Mattowi Westowi. Do wsparcia w tworzeniu liberetta zaproszono Lindę Woolverton, która pracowała przy Pięknej i Bestii.

### Premiery

#### Atlanta
12 lutego 1998 roku Disney oficjalnie zapowiedział premierę musicalu Elaborate Lives w Atlanta's Alliance Theatre Company oraz współpracę z dyrektorem operacyjnym teatru, Kennym Leonem jako współproducentem spektaklu. Alliance Theatre miał otrzymywać wynagrodzenie za ewentualną sprzedaż praw do przedstawienia do innych teatrów na wzór wcześniejszej współpracy z Disneyem. Od 17 września do 8 listopada 1998 roku trwały oficjalne pokazy przedpremierowe. Stuart Oken, wiceprezes sztabu kreatywnego sekcji teatralnej Disneya tj. Disney’s Theatrical Division miał obawy, że musical na tyle różni się od wcześniejszych projektów Disneya i tym razem głównym odbiorcą spektaklu będą bardziej dorośli niż dzieci. Jego zdanie podzielali inni pracownicy Disney’s Theatrical Division, Peter Schneider oraz Thomas Schumacher, dyrektor wykonawczy, który stwierdził, że Atlanta może nie być dobrym miejscem do testowania odbioru musicalu przed jego ewentualną premierą na Broadwayu. Pierwsza oprawa scenograficzna musicalu była częściowo zaprojektowana z wykorzystaniem obrazów komputerowych przy współpracy z firmą Imagineering, która odpowiadała m.in. za efekty specjalne w filmach. Scenografia składała się głównie z piramidy o wysokości 10 stóp, która rozkładała się i tworzyła inne elementy. Pierwsze kostiumy zaprojektowała Ann Hould-Ward.
Pod koniec czerwca 1998 roku ogłoszono, że rolę Aidy otrzymała Heather Headley znana z roli Nali w musicalu Król lew, zaś w postać Amneris wcieli się Sherie Rene Scott. W lipcu podano, że rolę Radamesa otrzymał Hank Stratton. W sztabie musicalu Elaborate Lives znaleźli się, dyrektor musicalu i dyrektor wokalny Paul Bogaev, scenograf Stanley A. Meyer, dźwiękowiec Steve C. Kennedy, zaś za oświetlenie odpowiadała Natasha Katz. Próby spektaklu trwały od 21 lipca do 22 sierpnia w Nowym Jorku. 3 września, Kenny Leon i Tom Schumacher na konferencji prasowej zaprezentowano dwie piosenki z Elaborate Lives, zaś pierwsze dwa pełne spektakle przedpremierowe miał miejsce 12 i 13 września 1998 roku. Przedstawienie w niedzielę, 13 września, zostało wystawione dla kadry kierowniczej i klientów korporacyjnego sponsora Alliance, NationsBank i otrzymało owację na stojąco. Jednak poprzedniego dnia, na spektaklu oglądanym z widowni przez prezesa Disneya, Michael Eisner, doszło do awarii. W połowie pierwszego aktu doszło do awarii scenografii, kiedy do z piramidy zaczął wyciekać płyn hydrauliczny. Pozostała część musicalu została zaprezentowana w wersji koncertowej. Kolejne dwa spektakle Elaborate Lives były wystawiane dla celów charytatywnych w walce z AIDS m.in. dla fundacji Elthona Johna, 16 września i 11 października.

#### Chicago
Pod koniec 1998 roku doszło do zmian w sztabie technicznym musicalu. 4 grudnia reżyserem został Robert Falls, scenografem Bob Crowley, choreografem Wayne Cilento, zaś sam tytuł musicalu zmieniono z Elaborate Lives na Aida. Doszło do zmian w scenariuszu, do roli Ramadesa wybrano Adama Pascala przy zachowaniu Headley w roli Aidy oraz Scott w roli Amneris. Prezentacja Aidy w Chicago były oficjalnym przygotowaniem musicalu przed debiutem na Broadwayu. Pokazy przedpremierowe rozpoczęły się 12 listopada 1999 roku, zaś premiera miała miejsce 9 grudnia jako pierwszy musical wystawiany w Palace Theatre (później Cadillac Palace Theatre) po jego odnowieniu.
13 listopada 1999 roku, w drugim dniu pokazów przedpremierowych, doszło do wypadku. Część ruchomej scenografii – grobowiec Aidy i Radamesa unoszący się ok. 2,5 metra nad sceną runął w dół podczas, gdy aktorzy znajdowali się w środku. Trzej lekarze znajdujący się na widowni udzieli Headley i Pascalowi pierwszej pomocy. Aktorzy doznali drobnych obrażeń i po badaniach w szpitalu zostali zwolnieni do domu. Pokazy zostały wznowione 17 listopada, zaś scenografia została przerobiona tak, aby grobowiec był nieruchomy.

#### Broadway
Premiera musicalu miała miejsce 23 marca 2000 roku w Palace Theatre na Broadwayu. W rolę tytułowej bohaterki wcieliła się Heather Headley, w rolę Radamesa Adam Pascal, zaś w postać Amneris aktorka Sherie René Scott. 1000 spektakl Aidy miał miejsce 17 sierpnia 2002 roku. Przez pierwsze trzy lata od premiery, spektakl został zagrany na Broadwayu 1245 razy.

## Streszczenie fabuły
Źródło:

### Akt I
Na muzealnej wystawie o starożytnym Egipcie tłum przygląda się artefaktom skupiając swoją uwagę na wejściu do grobowca. Z tłumu turystów wyłania się chłopak i dziewczyna, którzy zwracają na siebie uwagę i przyglądają się sobie tak jakby znali się wcześniej. Para zostaje rozdzielona, zaś rzeźba kobiety-faraona ożywa kontynuując pieśń o pewnej historii miłosnej ze starożytnego Egiptu (Every Story Is a Love Story).
Akcja przenosi się do starożytnego Egiptu, gdzie kapitan Radames wraz ze swoimi żołnierzami wraca do ojczyzny po długiej wyprawie po Nilu (Fortune Favors the Brave). Na statek zostaje wprowadzona grupa młodych niewolnic z Nubii wśród których jedna z nich próbuje uwolnić siebie i współtowarzyszki walcząc z żołnierzami na miecze. Młoda dziewczyna przykuwa uwagę Radamesa, który zmusza ją do umycia mu pleców. Dziewczyna stanowczo odmawia i podkreśla, że nic nie złamie ducha jej zniewolonego kraju (The Past is Another Land). Po powrocie do Egiptu, Radames ratuje nubijskie niewolnice przed pracą w kopalni miedzi i kieruje je do pracy w pałacu. Z kolei Aidę przekazuje jako służącą dla swojej narzeczonej, księżniczki Amneris. Zoser (Dżoser) przekazuje Radamesowi informacje o słabym zdrowiu faraona i poleca mu przygotowanie się do objęcia władzy (Another Pyramid). Jak się okazuje, Zoser (Dżoser) przyczynia się do zbliżającej się śmierci faraona zlecając jego podtruwanie arszenikiem.
Sługa Radamesa, Mereb w trakcie eskorty Aidy do pałacu rozpoznaje w niej księżniczkę swojego ludu. Aida prosi go o zachowanie jej tożsamości w sekrecie, aby nie przypłacić tego życiem (How I Know You). Aida robi dobre wrażenie na księżniczce Amneris imponując jej wiedzą o świecie i krawiectwie, przy czym dowiaduje je się o słabościach, które Amneris próbuje ukryć pięknymi strojami (My Strongest Suit). Na bankiecie faraon ogłasza, że to koniec długich podróży Radamesa, ponieważ ten poślubi jego córkę za siedem dni (Fortune Favors the Brave (Reprise)). Radames i Aida deklamują swoje troski oraz pragnienia, których nie mogą spełnić (Enchantment Passing Through).
Amneris martwi się chorobą ojca-faraona i zwierza się Aidzie z którą znalazła nić porozumienia (My Strongest Suit (Reprise)). Tymczasem do komnaty Amneris przychodzi Radames, który próbuje znaleźć sposób na spędzenie chwili z Aidą. Nubijska księżniczka zostaje zabrana przez Mereba do obozu nubijskich niewolników, którzy wyrażają swoje oddanie księżniczce (Dance of the Robe). Aida prosi Radamesa o pomoc w wyzwoleniu Nubijczyków, co spotyka się z jego aprobatą przez rosnące między nimi uczucie. Radames wyznaje jej miłość i spędzają razem noc (Elaborate Lives), którą przerywa wieść o pojmaniu Amonasro (Amonastro), króla Nubii. Radames oddala się w popłochu, zaś Aida uspokaja swoich poddanych, że Nubia nigdy nie zginie (The Gods Love Nubia).

### Akt II
Amneris, Radames i Aida są uwikłani w konflikt pomiędzy lojalnością i uczuciami (A Step Too Far); Amneris boi się, że Radames już jej nie kocha, Radames boi się swojego uczucia do Aidy, które może zakończyć jego życie, zaś Aida boi się, że zdradzi Nubijczyków kochając Radamesa. Mereb i Aida przekupują strażników, aby dostać się do celi króla Nubii. Aida rozmawia z ojcem, który nalega, aby lojalność wobec Nubii wygrała z jej uczuciami do Egipcjanina. Mereb opracowuje plan uwolnienia Amonasra (Amonastra) podczas zamieszania związanego ze ślubem Radamesa i Amneris. Aida, aby ocalić ojca i swój naród musi zdradzić ukochanego i pozwolić mu na ślub (Easy as Life). Tymczasem Zoser (Dżoser) odkrywa romans Radamesa i Aidy ostrzegając syna przed konsekwencjami tej miłości, czyli utracie szansy na tron. Radames sprzeciwia się ojcu oznajmiając, że nie podziela jego żądzy władzy (Like Father, Like Son). Zoser (Dżoser) po sprzeciwie syna bierze sprawy w swoje ręce zlecając rychłe zabójstwo Aidy swoim sługom.
W obozie nubijskim Aida otrzymuje list od Radamesa z przeprosinami za jego tchórzliwe zachowanie, gdy dowiedzieli się schwytaniu nubijskiego króla (Radames' Letter) oraz nieokazanie jej należytego wsparcia. Słudzy Zosera (Dżosera) przybywają do obozu szukając Aidy. Jedna z nubijskich kobiet, Nehebka, oddaje swoje życie za Aidę. Poświęcenie Nehebki powoduje, że Aida jest przekonana, że musi porzucić miłość do Radamesa i ratować Nubijczykóww, ale pomimo sprzeciwu Mereba chce się pożegnać z ukochanym (How I Know You (Reprise)). Radames informuje Aidę, że ślub zostanie odwołany, ale ta przekonuje go, że powinien poślubić Amneris. Aida wie, że to jedyny sposób, aby umożliwić jej ojcu ucieczkę z niewoli (Written in the Stars). Radames zgadza się na spełnienie prośby Aidy, ale jedynie pod warunkiem, że Aida opuści Egipt na łodzi, którą on dla niej przygotuje. Amneris podsłuchuje ich rozmowę i próbuje pogodzić się z faktem, że jej zbliżające się małżeństwo będzie fikcyjne i pozbawione miłości (I Know the Truth).
Wiadomość o ucieczce króla Nubii z więzienia przerywa ślub Amneris i Radamesa. Radames biegnie nad brzeg Nilu, gdzie widzi Aidę wchodzącą na łódź razem z Amonasrem (Amonastrem). Tak dowiaduje się o jej prawdziwej tożsamości. Pomimo jego złości Aida zapewnia go, że jej miłość do niego była prawdziwa. Po przybyciu strażników, w walce z Zoserem (Dżoserem) ranny zostaje Mereb, zaś Radames odcina linę i umożliwia ucieczkę Amonasrowi (Amonastrowi). Aida zostaje z Radamesem i Merebem, który umiera w jej objęciach. Radames i Aida zostają aresztowani za zdradę. Podczas procesu faraon ogłasza schwytanie Zosera (Dżosera) i skazuje Radamesa oraz Aidę na śmierć. Ameris przekonuje go, że to ona wkrótce zostanie faraonem przyznając, że wie o jego zbliżającej się śmierci i że to ona powinna wydać wyrok. Ameris decyduje, że Radames i Aida zostaną pochowani żywcem, ale w jednym grobowcu, pozwalając im umrzeć wspólnie i w końcu być razem na zawsze. W obliczu śmierci Aida szuka pocieszenia u Radamesa, gdy zaczyna brakować im światła i powietrza (Elaborate Lives (Reprise)). Przyrzekają sobie, że odnajdą się w kolejnych wcieleniach, nawet jeśli zajmie im to setki lat.
Akcja powraca na muzealną wystawę starożytnego Egiptu, gdzie posąg kobiety-faraon Amneris ujawnia, że „śmierć kochanków dała początek pokojowi” między Egiptem a Nubią. Obserwuje ona kobietę i mężczyznę, którzy odnajdują się w tłumie innych turystów i przyciągają się wzajemnie wzrokiem. Te postacie to nowe wcielenia Aidy i Radamesa, którzy w końcu odnaleźli się i mają szansę na nowy początek (Every Story is a Love Story (Reprise)).

## Lista utworów

### Utwory w wersji angielskiej
Źródło:
| Akt I 1. Every Story is a Love Story – Amneris 2. Fortune Favors the Brave – Radames i żołnierze 3. The Past is Another Land – Aida 4. Another Pyramid – Zoser i strażnicy 5. How I Know You – Mereb i Aida 6. My Strongest Suit – Amneris i służące 7. Fortune Favors the Brave (Reprise) – Radames 8. Enchantment Passing Through – Radames i Aida 9. My Strongest Suit (Reprise) – Amneris i Aida 10. Dance of the Robe – Aida, Nehebka i Nubijczycy 11. Not Me – Radames, Aida, Amneris i Mereb 12. Elaborate Lives – Radames i Aida 13. The Gods Love Nubia – Aida, Nehebka, Mereb i Nubijczycy | Akt II 1. A Step Too Far – Amneris, Radames i Aida 2. Easy as Life – Aida 3. Like Father, Like Son – Zoser, Radames i strażnicy 4. Radames' Letter – Radames 5. How I Know You (Reprise) – Mereb 6. Written in the Stars – Radames i Aida 7. I Know the Truth – Amneris 8. Elaborate Lives (Reprise) – Aida i Radames 9. Enchantment Passing Through (Reprise) – Radames i Aida 10. Every Story is a Love Story (Reprise) – Amneris |

### Utwory w wersji polskiej
| Akt I 1. Każda historia to historia miłosna – Amneris 2. Dla odważnych jest świat – Radames i żołnierze 3. Przeszłość to inna kraina – Aida 4. Nowa piramida – Dżoser i strażnicy 5. Wiem, kim jesteś – Mereb i Aida 6. W rękawie as – Amneris i służące 7. Dla odważnych jest świat (repryza) – Radames 8. Urok, który przechodzi – Radames i Aida 9. W rękawie as (repryza) – Amneris i Aida 10. Taniec sukni – Aida, Nehebka i Nubijczycy 11. Nie ja – Radames, Aida, Amneris i Mereb 12. Opracowane życia – Radames i Aida 13. Miłość bogów – Aida, Nehebka, Mereb i Nubijczycy | Akt II 1. Krok za daleko – Amneris, Radames i Aida 2. Tak łatwo żyć się da – Aida 3. Jak ojciec, tak syn – Dżoser, Radames i strażnicy 4. List Radamesa – Radames 5. Wiem, kim jesteś (repryza) – Mereb 6. Gwiazdy piszą los – Radames i Aida 7. Znam prawdę – Amneris 8. Opracowane życia (repryza) – Aida i Radames 9. Urok, który przechodzi (repryza) – Radames i Aida 10. Każda historia to historia miłosna (repryza) – Amneris |

## Główne postacie
| Postać               | Płeć | Rola            | Charakterystyka | Głos        | Obsada premierowa          |
| Postać               | Płeć | Rola            | Charakterystyka | Głos        | Chicago 1999 Broadway 2000 |
| -------------------- | ---- | --------------- | --- | ----------- | -------------------------- |
| Aida                 | K    | pierwszoplanowa | Nubijska księżniczka, córka Amonasra (Amonastra). Pojmana do niewoli przez żołnierzy egipskiej armii zakochuje się w ich przywódcy, Radamesie utrzymując przy tym w tajemnicy swoje królewskie pochodzenie. | alt         | Heather Headley            |
| Radames              | M    | pierwszoplanowa | Kapitan egipskiej armii, syn Zosera (Dżosera). Zakochuje się w niewolnicy Aidzie pomimo jego zaręczyn z Amneris, córką faraona.                                                                             | tenor       | Adam Pascal                |
| Amneris              | K    | drugoplanowa    | Egipska księżniczka, córka faraona. Zaręczona i zakochana bez wzajemności w Radamesie, dba o swój wygląd i urodę.                                                                                           | mezzosopran | Sherie René Scott          |
| Mereb                | M    | drugoplanowa    | Młody nubijski niewolnik służący Radamesowi. Lojalny wobec swoich współrodaków, zaprzyjaźnia się z Aidą widząc w niech nadzieję na wolność swojego narodu.                                                  | tenor       | Damian Perkins             |
| Zoser (Dżoser)       | M    | drugoplanowa    | Żądny władzy Pierwszy Minister faraona i ojciec Radamesa. | tenor       | John Hickok                |
| Nehebka              | K    | poboczna        | Nubijska niewolnica, powiernica Aidy. Oddaje za nią życie. | mezzosopran | Schele Williams            |
| Faraon               | M    | poboczna        | Ojciec Amneris i król Egiptu. Próbuje przyspieszyć ślub Amneris i Radamesa, aby pomóc córce. Potajemnie otruty przez Zosera (Dżosera).                                                                      | mowa        | Daniel Oreskes             |
| Amonasro (Amonastro) | M    | poboczna        | Ojciec Aidy i król Nubii. Zostaje zabrany do niewoli przez Egipcjan. Nakazuje Aidzie lojalność wobec swojego ludu i zerwanie więzi z Radamesem                                                              | mowa        | Tyrees Allen               |

## Produkcje na świecie

### Produkcja polska
Musical zadebiutował w Polsce na deskach Teatru Muzycznego „Roma” w Warszawie jako dziewiętnasta premiera musicalowa Dużej Sceny teatru. Spektakl w reżyserii Wojciecha Kępczyńskiego i przekładzie scenariusza autorstwa Michała Wojnarowskiego otrzymał prawa do produkcji musicalu non replica, czyli z prawami do zmian w inscenizacji względem oryginału. W spektaklu występował 40-osoby zespół aktorów, wokalistów i tancerzy. Dyrygentem i kierownikiem muzycznym spektaklu został Jakub Lubowicz, drugim reżyserem Sebastian Gonciarz, choreografem Agnieszka Brańska, zaś za scenografię odpowiadał Mariusz Napierała. Kostiumy przygotowała Dorota Kołodyńska. W scenografii po raz trzeci w historii TM Roma wykorzystano ekrany led. Polska prapremiera musicalu miała miejsce 26 października 2019 roku. W dniu premiery w główne role wcielili się: Anastazja Simińskia (Aida), Marcin Franc (Radames), Zofia Nowakowska (Amneris) Jan Bzdawka (Dżoser), Michał Piprowski (Mereb), Katarzyna Kanabus (Nehebka), Wojciech Paszkowski (Faraon) i Krzysztof Cybiński (Amonastro).
Wystawianie musicalu w TM Roma zostało przerwane ze względu na pandemię koronawirusa, ostatnie przedstawienie przed przerwą miało miejsce 11 marca 2020 roku. Spektakl powrócił na afisz we wrześniu 2020 roku i był grany z przerwami przez kolejne dwa sezony z ostatnim spektaklem zaplanowanym na 29 stycznia 2023 roku.
W obsadzie musicalu „Aida” w Teatrze Muzycznym „Roma” występowali:
- Aida – Anastazja Simińska, Natalia Piotrowska-Paciorek, Ewa Kłosowicz-Bociąga, Sylwia Banasik-Smulska oraz przed 2022 rokiem: Barbara Gąsienica Giewont
- Radames – Marcin Franc, Jan Traczyk, Paweł Mielewczyk
- Amneris – Agnieszka Przekupień, Monika Walter, Natalia Krakowiak oraz przed 2022 rokiem: Zofia Nowakowska
- Dżoser – Jan Bzdawka, Janusz Kruciński
- Mereb – Michał Piprowski, Piotr Janusz
- Nehebka – Katarzyna Kanabus, Maria Juźwin
- Faraon – Wojciech Paszkowski, Wojciech Machnicki
- Amonastro – Krzysztof Cybiński, Przemysław Redkowski

### Inne produkcje

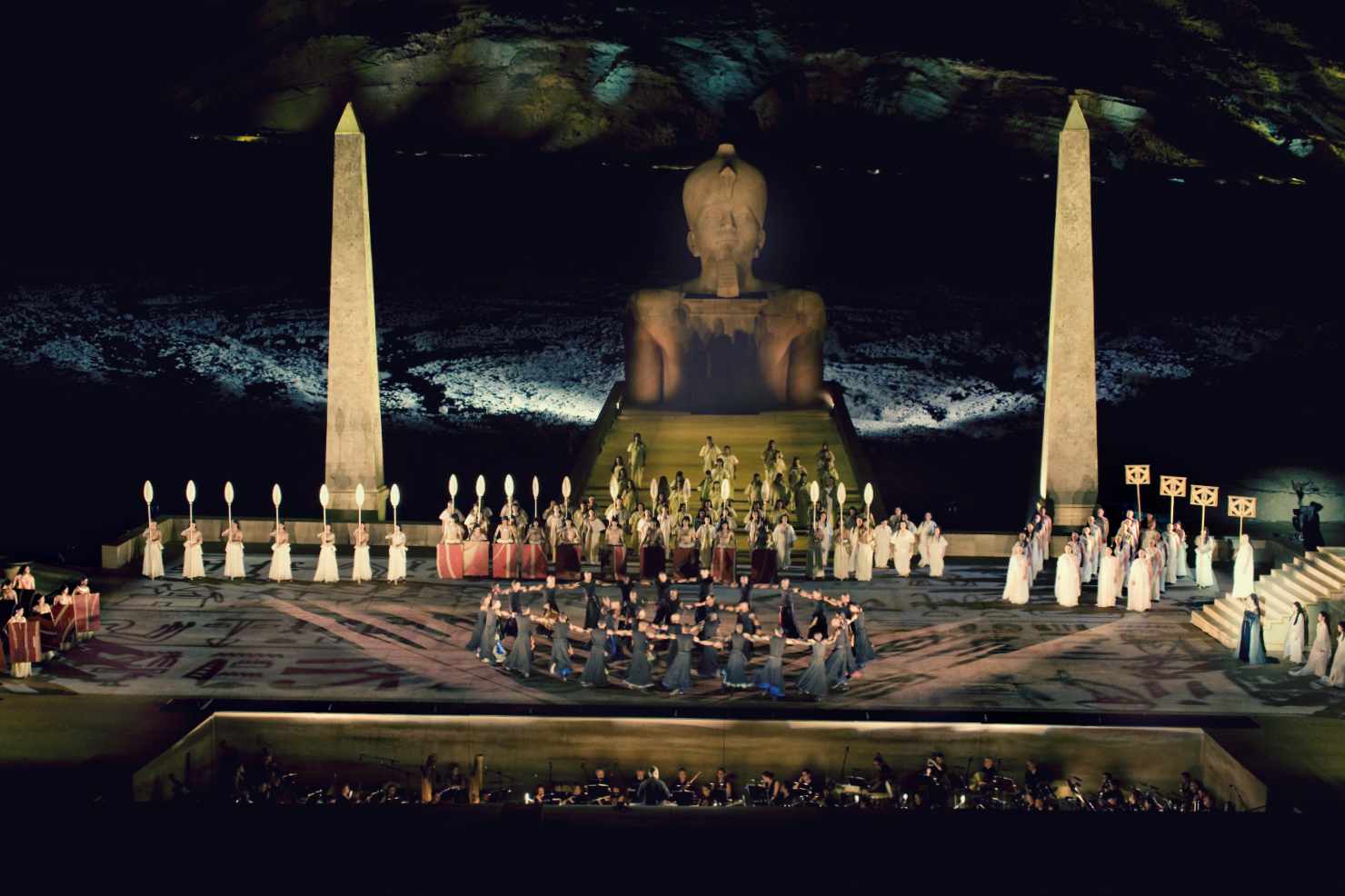
Musical w Operze Izraela w Tel Awiwie (2011)

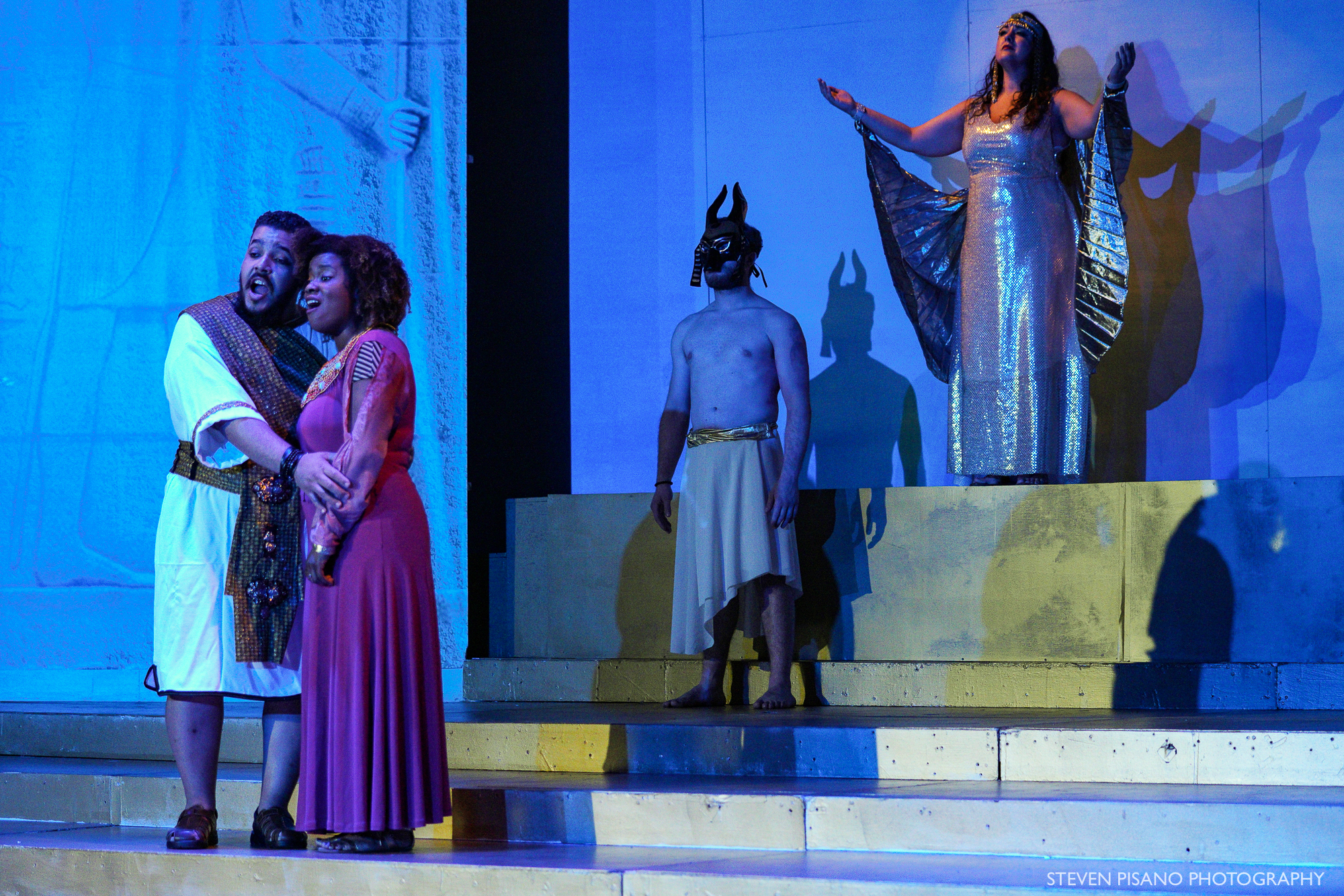
Musical w Regina Opera na Broadwayu (2018)

Musical został wystawiony przez wiele teatrów na całym świecie. Pierwszą zagraniczną produkcją była holenderska wersja Aidy do której przygotowywano się od marca 2001 roku, zaś premiera miała miejsce 21 października 2001 roku.
| Państwo  | Miasto       | Teatr                        | Premiera             | Premierowi wykonawcy roli: Aidy i Radamesa |
| -------- | ------------ | ---------------------------- | -------------------- | ------------------------------------------ |
| Estonia  | Brak danych  | otwarty amfiteatr            | czerwiec 2003        | Janika Sillamaa, Lauri Liiv                |
| Holandia | Scheveningen | Fortis Circustheater         | 21 października 2001 | Chaira Borderslee, Bastiaan Ragas          |
| Izrael   | Jerozolima   | Beit Hillel Theater Workshop | 29 stycznia 2014     | Miri Fraenkel, David Djemal                |
| Japonia  | Osaka        | Osaka MBS Theater            | 21 grudnia 2003      | Brak danych                                |
| Kanada   | Toronto      | Canon Theatre                | 7 maja 2003          | Paulette Ivory, Jeremy Kushnier            |
| Niemcy   | Essen        | Colosseum Theatre            | październik 2003     | Florence Kasumba, Patrick Stanke           |
| Polska   | Warszawa     | Teatr Muzyczny „Roma”        | 26 października 2019 | Anastazja Simińska, Marcin Franc           |

## Wybrane nagrody i nominacje
| Rok  | Nagroda                          | Kategoria                              | Nominowany                                            | Wynik     |
| ---- | -------------------------------- | -------------------------------------- | ----------------------------------------------------- | --------- |
| 2000 | Tony Award                       | Najlepsza oryginalna ścieżka dźwiękowa | Elton John, Tim Rice                                  | Wygrana   |
| 2000 | Tony Award                       | Najlepsza aktorka w musicalu           | Heather Headley (jako Aida)                           | Wygrana   |
| 2000 | Tony Award                       | Najlepsza scenografia                  | Bob Crowley                                           | Wygrana   |
| 2000 | Tony Award                       | Najlepsze kostiumy                     | Bob Crowley                                           | Nominacja |
| 2000 | Tony Award                       | Najlepsze oświetlenie                  | Natasha Katz                                          | Wygrana   |
| 2000 | Drama Desk Award                 | Najlepsza aktorka w musicalu           | Heather Headley (jako Aida)                           | Wygrana   |
| 2001 | Nagrody Grammy                   | Najlepszy album musicalowy             | Elton John, Tim Rice                                  | Wygrana   |
| 2002 | National Broadway Theatre Awards | Najlepszy musical                      | Najlepszy musical                                     | Wygrana   |
| 2002 | National Broadway Theatre Awards | Najlepsza oprawa                       | Elton John, Tim Rice                                  | Nominacja |
| 2002 | National Broadway Theatre Awards | Najlepsza piosenka musicalowa          | „I Know The Truth”                                    | Nominacja |
| 2002 | National Broadway Theatre Awards | Najlepszy aktor musicalowy             | Patrick Cassidy                                       | Wygrana   |
| 2002 | National Broadway Theatre Awards | Najlepsza aktorka musicalowa           | Simone (jako Aida)                                    | Wygrana   |
| 2002 | National Broadway Theatre Awards | Najlepsza aktorka musicalowa           | Kelli Fournier (jako Amneris)                         | Nominacja |
| 2002 | National Broadway Theatre Awards | Najlepsza reżyseria                    | Robert Falls                                          | Wygrana   |
| 2002 | National Broadway Theatre Awards | Najlepsza prezentacja wizualna         | Bob Crowley (scenografia), Natasha Katz (oświetlenie) | Wygrana   |
| 2002 | National Broadway Theatre Awards | Najlepsze kostiumy                     | Bob Crowley                                           | Nominacja |